# Henicoplax eriochir
Henicoplax eriochir is een krabbensoort uit de familie van de Euryplacidae. De wetenschappelijke naam van de soort is voor het eerst geldig gepubliceerd in 2010 door Castro & Ng.